# Unité urbaine de Mons-en-Pévèle
L'unité urbaine de Mons-en-Pévèle est une unité urbaine française de l'aire urbaine de Lille centrée sur la commune de Mons-en-Pévèle.

## Données globales
En 2010, selon l'Insee, l'unité urbaine de Mons-en-Pévèle est composée de deux communes, toutes situées dans l'arrondissement de Lille, subdivision administrative du département du Nord.
L'unité urbaine de Mons-en-Pévèle appartient à l'aire urbaine de Lille.

## Délimitation de l'unité urbaine de 2010
En 2010, l'Insee a procédé à une révision des délimitations des unités urbaines  de la France; celle de Mons-en-Pévèle est composée de deux communes.

### Communes
Liste des communes appartenant à l'unité urbaine de Mons-en-Pévèle selon la nouvelle délimitation de 2010 et sa population municipale en 2010 (liste établie par ordre alphabétique) :
| Nom            | Code Insee | Statut | Superficie (km2) | Population (dernière pop. légale) | Densité (hab./km2) |
| -------------- | ---------- | ------ | ---------------- | --------------------------------- | ------------------ |
| Faumont        | 59222      |        | 9,58             | 2 255 (2022)                      | 235                |
| Mons-en-Pévèle | 59411      |        | 12,37            | 2 077 (2022)                      | 168                |

## Évolution démographique
L'évolution démographique ci-dessous concerne l'unité urbaine selon le périmètre défini en 2010.
| 1968  | 1975  | 1982  | 1990  | 1999  | 2006  | 2011  | 2016  | - | - |
| ----- | ----- | ----- | ----- | ----- | ----- | ----- | ----- | - | - |
| 3 198 | 3 304 | 3 564 | 3 727 | 3 971 | 4 247 | 4 226 | 4 273 | - | - |